# Manuel Vieira Pinto
Manuel da Silva Vieira Pinto (8 de dezembro de 1923 – 30 de abril de 2020) foi um prelado português e arcebispo de Nampula em Moçambique.

## Sacerdócio
Manuel da Silva Vieira Pinto nasceu em Aboim (Amarante), Portugal e estudou teologia no seminário diocesano do Porto e em 7 de agosto de 1949 foi ordenado sacerdote na catedral do Porto por Agostinho de Jesus e Sousa, bispo do Porto. Ele trabalhou na pastoral e esteve envolvido na ação católica. Em 1955, tornou-se espiritual do seminário diocesano. Em 1958, devido à situação política em Portugal, ele teve que se exilar em Roma. Foi assistente do teólogo do Conselho Vítor Feitor Pinto nas últimas reuniões do Concílio Vaticano II.
O Papa Paulo VI nomeou-o bispo de Nampula em 21 de abril de 1967. O Núncio Apostólico em Portugal, Maximilien de Fürstenberg, ordenou-o bispo em 29 de junho do mesmo ano; os co-consagradores eram Florentino de Andrade e Silva, Bispo Auxiliar no Porto, e Manuel Maria Ferreira da Silva, superior geral emérito da Sociedade Portuguesa das Missões Católicas Ultramarinas. Manuel Vieira Pinto esteve significativamente envolvido na reorganização da Igreja Católica em Moçambique. Em 1975, foi eleito Presidente da Conferência Episcopal de Moçambique (CEM).
Em 4 de junho de 1984, foi nomeado arcebispo pelo Papa João Paulo II e em 12 de dezembro de 1992 foi nomeado administrador apostólico de Pemba. Ele renunciou ao cargo em 18 de janeiro de 1998. Em 16 de novembro de 2000, João Paulo II aceitou sua renúncia por idade da Arquidiocese de Nampula.
Faleceu na Casa Sacerdotal da Diocese do Porto em 30 de abril de 2020.

## Ativismo
As condições políticas e anti-humanas em Moçambique na época do domínio colonial português foram criticadas publicamente por Vieira Pinto. Por isso, as autoridades o expulsaram do país na década de 1960. Ele foi um dos poucos críticos domésticos em seu círculo que se opuseram à repressão da Polícia Internacional e de Defesa do Estado (PIDE). Durante a sua presidência da Conferência Episcopal de Moçambique (CEM), fez uma campanha ativa pelo fim da guerra entre a FRELIMO e a RENAMO, cujas atrocidades foram denunciadas publicamente.
Por causa da sua atitude antifascista em relação ao Estado Novo, foi convidado para o Conselho de Estado nos primeiros dias após a Revolução de 25 de Abril de 1974 por António de Spínola, Presidente da Junta de Salvação Nacional. Ele já havia sido preso pela PIDE e foi exilado pelo governo de Salazar. Em Roma, juntou-se ao movimento por um mundo melhor (Movimento per un mondo migliore), do jesuíta Riccardo Lombardi SJ.
Manuel Vieira Pinto foi considerado persona non grata pelo regime fascista português devido à sua campanha contra a guerra colonial.
A 27 de julho de 1992, foi condecorado pelo Presidente da República Portuguesa, Mário Soares, com o grau de Grã-Cruz da Ordem da Liberdade, pelo seu trabalho em defesa dos valores da civilização em favor da dignidade humana. A 9 de junho de 2001, foi agraciado com o grau de Grã-Cruz da Ordem do Infante D. Henrique.